# Nadežda Kučer
Nadežda Anatol'evna Kučer (in russo Надежда Анатольевна Кучер?; Minsk, 18 maggio 1983) è un soprano bielorusso.

## Biografia
Diplomatasi in critica musicale nel 2003 al Conservatorio "Glinka" di Minsk, ha completato nel 2011 la classe di canto solista al Conservatorio di San Pietroburgo. Parallelamente ha preso parte a vari progetti, debuttando tra l'altro nel 2007 al Teatro dell'opera e del balletto dello stesso conservatorio, cantando nel 2009 al Teatro Michajlovskij e tenendo nel 2010 il suo primo concerto solista presso la Sala concerti di Pechino, accompagnata al pianoforte da Dmitrij Pavlij.
Nel 2012 ha interpretato il ruolo eponimo nel nuovo allestimento della Medea di Pascal Dusapin a Perm', ottenendo il premio Maschera d'Oro. Nel 2014 ha debuttato al Teatro municipale di Santiago del Cile nel ruolo di Elvira ne I puritani di Vincenzo Bellini e pubblicato un disco con Sony Classical, nel quale interpreta composizioni di Jean-Philippe Rameau.
Nel 2015, dopo aver conseguito una seconda volta la Maschera d'Oro per la parte di Donna Isabella ne La regina degli indiani di Henry Purcell, ha vinto il prestigioso Concorso internazionale per cantanti d'opera di Cardiff ed ha debuttato nel ruolo di Matilde nel Guglielmo Tell di Rossini.
Nello stesso anno ha interpretato il ruolo Violetta ne La traviata di Giuseppe Verdi al Teatro Schiller di Berlino, diretta da Daniel Barenboim per la regia di Dieter Dorn.